# اردو ۱
اردو ۱ (انگلیسی: Urdu 1)، (اردو: اردو ۱‎) یک کانال سرگرمی به زبان اردو در دبی، امارات متحده عربی است. که سریال‌های خارجی دوبله شده به زبان اردو پخش می‌کند.